# Aire d'attraction de Montrichard Val de Cher
L'aire d'attraction de Montrichard Val de Cher est un zonage d'étude défini par l'Insee pour caractériser l’influence de la commune de Montrichard Val de Cher sur les communes environnantes..

## Définition
L'aire d'attraction d'une ville est composée d’un pôle, défini à partir de critères de population et d’emploi ainsi que d’une couronne constituée des communes dont au moins 15 % des actifs travaillent dans le pôle. Le pôle d’attraction constitue ainsi un point de convergence des déplacements domicile-travail,.

## Type et composition
L’aire d'attraction de Montrichard Val de Cher est une aire intra-départementale qui comporte 7 communes en Loir-et-Cher. 
Elle est catégorisée dans les aires de moins de 50 000 habitants, une catégorie qui regroupe 12,2 % au niveau national.

### Carte

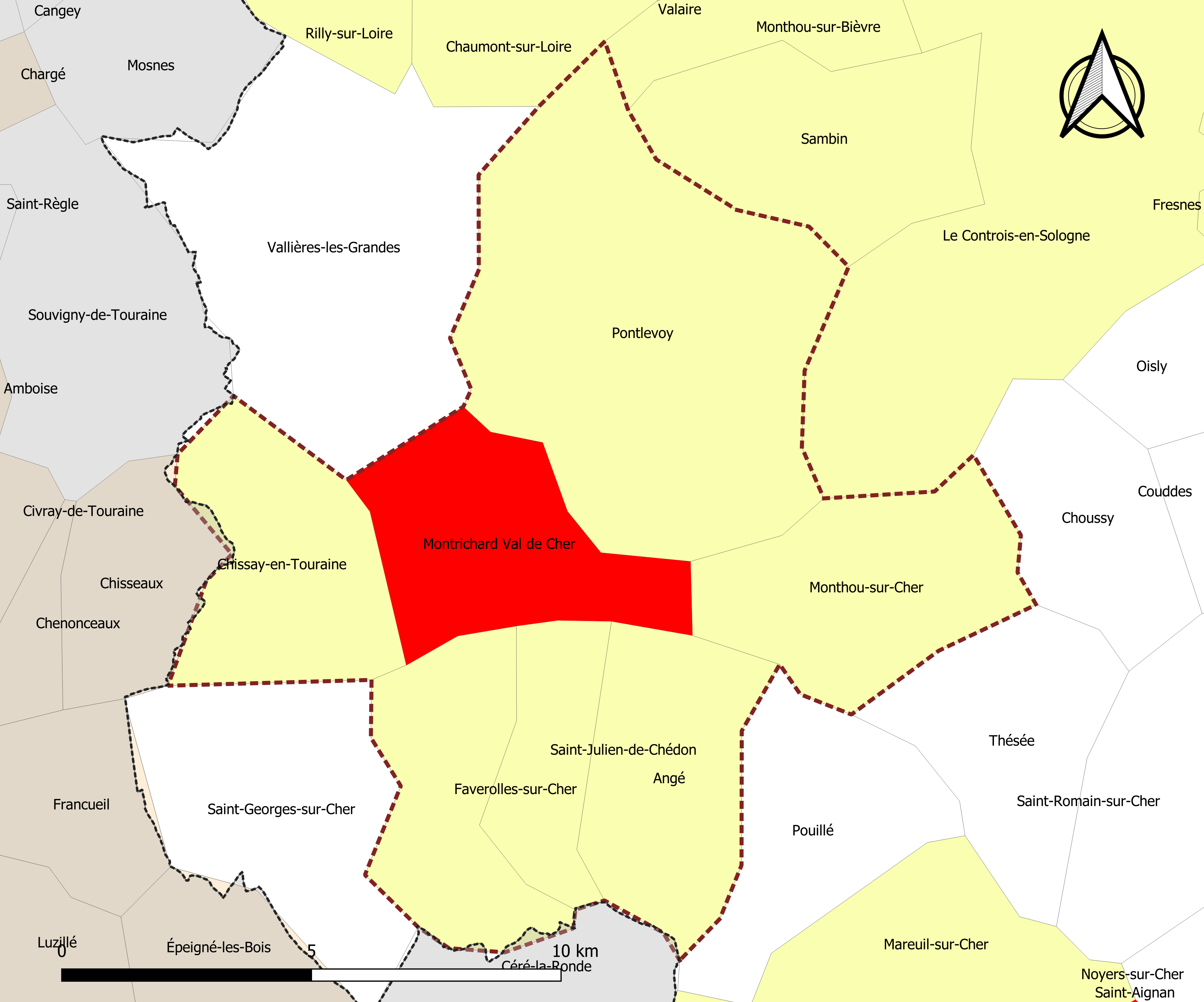
Carte de l'aire d'attraction de Montrichard Val de Cher.
Commune-centre
Commune de la couronne

### Composition communale
| Nom                                      | Code Insee | Département  | Statut                 | Superficie (km2) | Population (dernière pop. légale) | Densité (hab./km2) | Modifier                                    |
| ---------------------------------------- | ---------- | ------------ | ---------------------- | ---------------- | --------------------------------- | ------------------ | ------------------------------------------- |
| Montrichard Val de Cher (commune-centre) | 41151      | Loir-et-Cher | commune-centre         | 19,20            | 3 641 (2022)                      | 190                | modifier les données · modifier les données |
| Angé                                     | 41002      | Loir-et-Cher | commune de la couronne | 17,36            | 801 (2022)                        | 46                 | modifier les données · modifier les données |
| Chissay-en-Touraine                      | 41051      | Loir-et-Cher | commune de la couronne | 18,17            | 1 076 (2022)                      | 59                 | modifier les données · modifier les données |
| Faverolles-sur-Cher                      | 41080      | Loir-et-Cher | commune de la couronne | 15,51            | 1 426 (2022)                      | 92                 | modifier les données · modifier les données |
| Monthou-sur-Cher                         | 41146      | Loir-et-Cher | commune de la couronne | 20,16            | 993 (2022)                        | 49                 | modifier les données · modifier les données |
| Pontlevoy                                | 41180      | Loir-et-Cher | commune de la couronne | 51,12            | 1 537 (2022)                      | 30                 | modifier les données · modifier les données |
| Saint-Julien-de-Chédon                   | 41217      | Loir-et-Cher | commune de la couronne | 9,87             | 777 (2022)                        | 79                 | modifier les données · modifier les données |